# Манакова кафана
Манакова кафана је једна од најстаријих кафана у Београду. Отворена је давне 1835. године и налазила се у Босанско улици 7, а садашљој улици Гаврила Принципа 5. Кућа још постој и преуређена је у простор Етнографског музеја.

## Историјат
Кућа је изграђена 1830. године. Манојло Манак купио је кућу од турског аге 1835. године и претворио је у пекару и кафану. По попису из 1860. године кафана је била у власништву Манака Михајловића (Манаковог рођака) трговца и касапина. Кафана је по њему добила име Манакова кафана. Посетиоци кафане били су трговци из Београда и околине. 
По писаним изворима средином XIX века у кафани је гостовала једна чешка капела (оркестар), у којој су поред мушкараца свирале и певале жене, што је за тадашњи Београд била велика атракција.